# Krajów (województwo dolnośląskie)

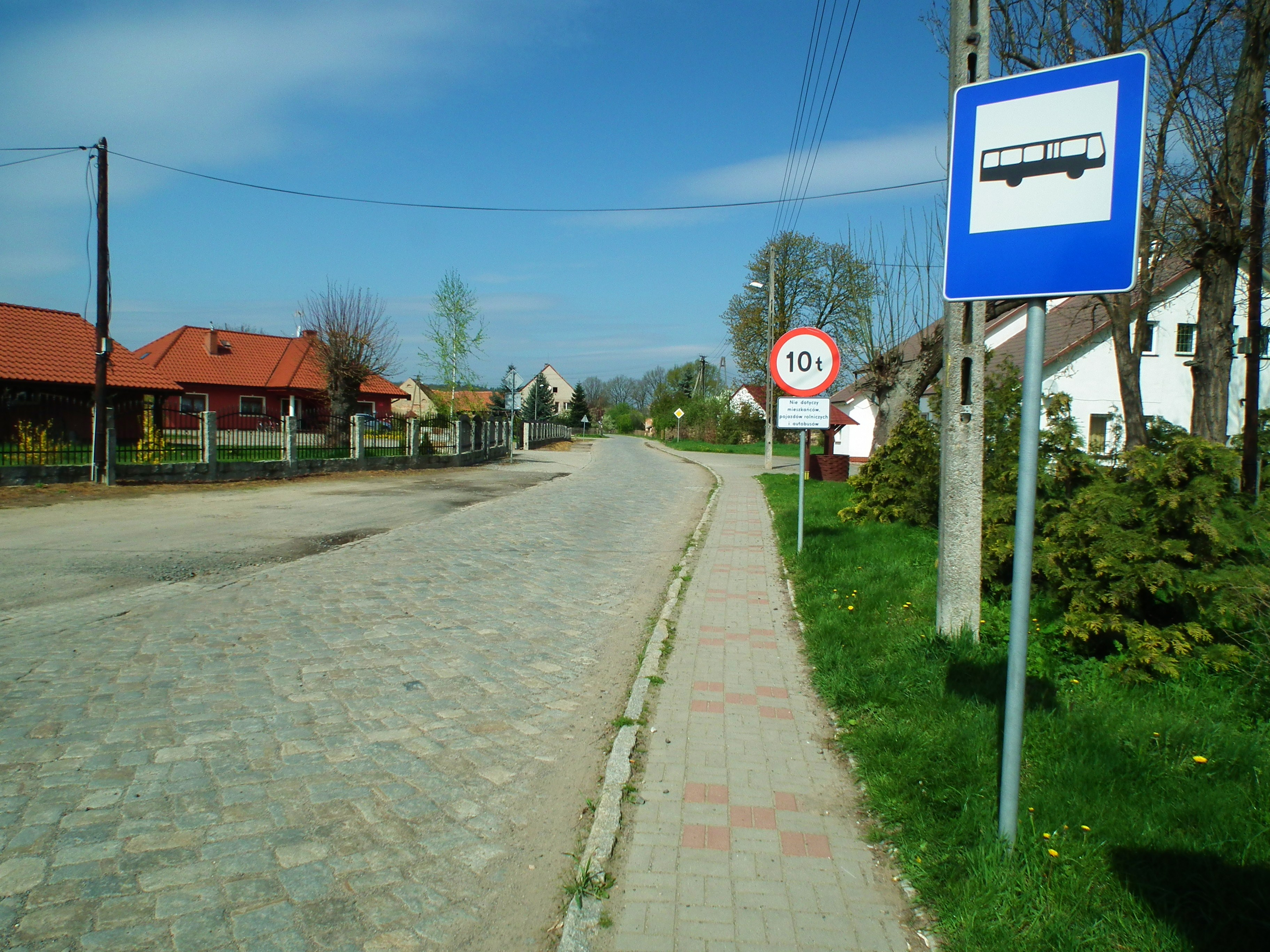
Centrum wsi

Krajów (niem. Crayn, Krayn) – wieś w Polsce położona w województwie dolnośląskim, w powiecie legnickim, w gminie Krotoszyce nad Nysą Szaloną.

## Podział administracyjny
W latach 1975–1998 miejscowość administracyjnie należała do województwa legnickiego.

## Nazwa
Śląski pisarz Konstanty Damrot w swojej pracy o śląskim nazewnictwie z 1896 roku wydanej w Bytomiu wymienia dwie nazwy: obecnie obowiązującą, polską "Krajów" oraz zgermanizowaną "Crayn". Wymienia on także szereg zlatynizowanych staropolskich nazw wynotowanych z łacińskich średniowiecznych dokumentów: 1175 Crajouve, 1202 Crajovo, 1220 Crajew. 
Wieś wymieniona została w staropolskiej, zlatynizowanej formie Crajovo w łacińskim dokumencie wydanym w 1202 roku we Wrocławiu przez kancelarię biskupa wrocławskiego Cypriana. W dokumencie z 1217 roku wydanym przez biskupa wrocławskiego Lorenza miejscowość wymieniona jest jako „Krajevo”. Wieś wzmiankowana także w łacińskim dokumencie z 1228 roku wydanym przez Henryka Brodatego, gdzie zanotowana została w formie „Creyova”. Niemcy zgermanizowali nazwę miejscowości na Crayn w wyniku czego utraciła swoje pierwotne znaczenie

## Historia
- W roku 1813 na moście nad Nysą rozegrał się jeden z epizodów bitwy nad Kaczawą. Wycofując się z pola bitwy, Francuzi, tłocząc się na jedynym w okolicy krajowskim moście, zostali zmasakrowani przez śląską konną landwehrę i huzarów pruskich. Żołnierze francuscy, którym nie udało się przejść na drugi brzeg, zostali zabici lub utonęli w wezbranej w tym czasie rzece.
- W czasie bitwy w miejscowym pałacu swoją kwaterę miało dowództwo wojsk Francji.

## Zabytki
Do wojewódzkiego rejestru zabytków wpisane są:
- zespół dworski, z pierwszej połowy XVII w., przebudowany w XVIII/XIX w.:
  - zamek
  - park.